# إيرنست ودال
إيرنست ودال (بالإنجليزية: Earnest Woodall)‏ هو ملحن أمريكي، ولد في 24 يوليو 1959.

## وصلات خارجية
- الموقع الرسمي